# فروع صدغية للعصب الوجهي
 تعبر الفروع الصدغية للعصب الوجهي (وتسمى أيضا الفرع الأمامي لعصب الوجه) القوس الوجني نحو المنطقة الصدغية لتغذي الأذن الخارجية من الأمام والأعلى، ثم تنضم إلى العصب الوجني الصدغي المتفرع من عصب الفك العلوي، كما تنضم إلى العصب الأذني الصدغي المتفرع من عصب الفك السفلي.
يُغذي الجزء الأمامي من الفروع الصدغية العضلة الجبهية والعضلة الدويرية العينية والعضلة المُغضنة للحاجب، وتلحق بالعصب فوق الحجاج والعصب الدمعي المتفرع من العصب العيني. كما تعمل الفروع الصدغية كعصب صادر خلال منعكس القرنية .

## اختبار الفروع الصدغية للعصب الوجهي
لاختبار وظيفة الفروع الصدغية للعصب الوجهي يُطلب من المريض أن يتجهم ويجعد جبهته (لأن تجعيد الجبهة يحدث بسبب انقباض العضلة الجبهية التي تغذيها الفروع الصدغية).

## صور إضافية

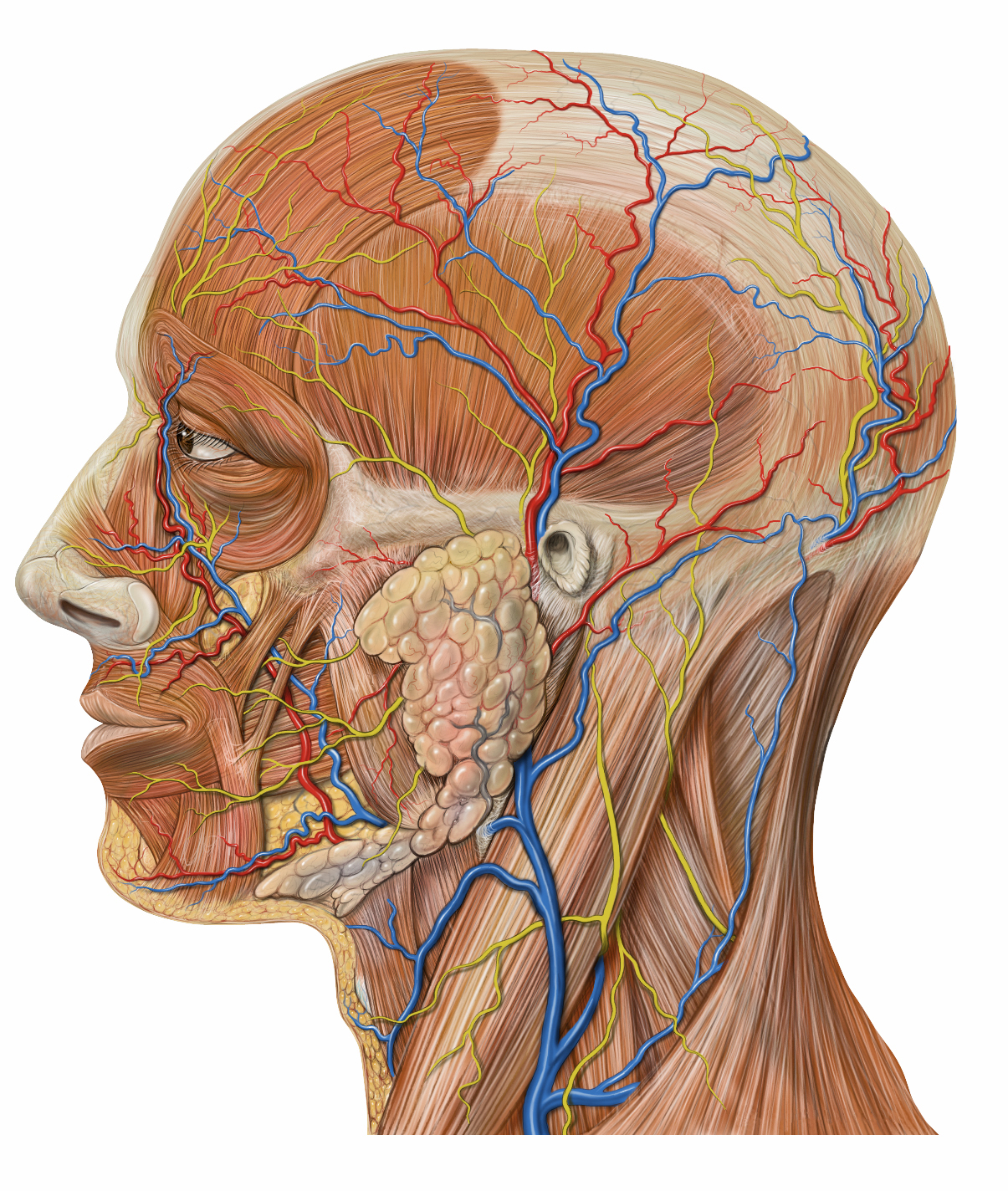
تفاصيل التشريح الجانبي للرأس
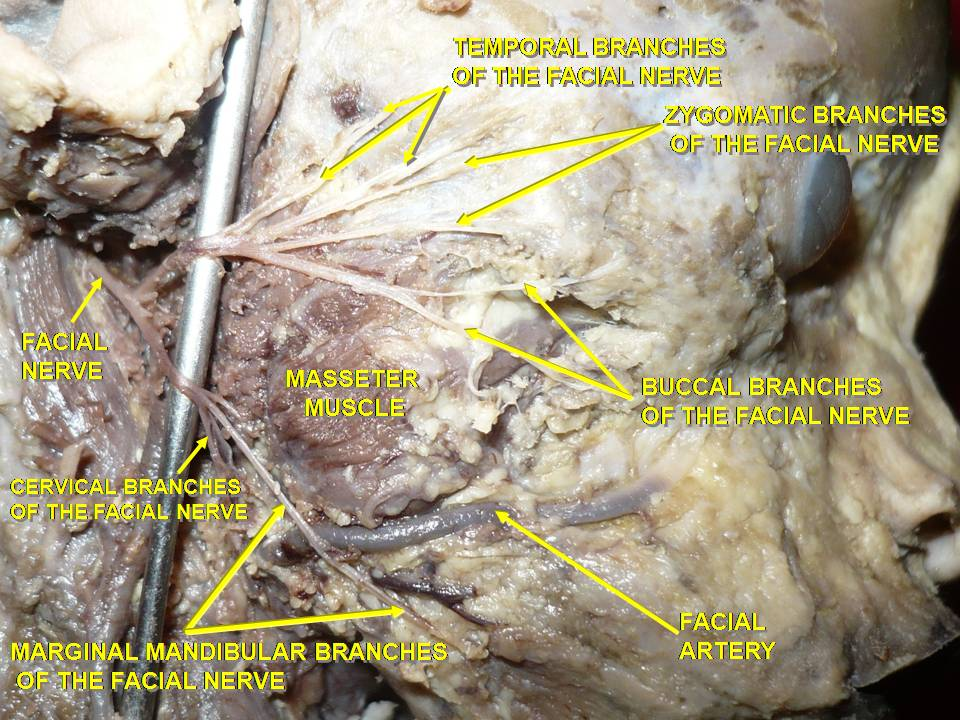
تشريح الرأس الجانبي تشريح الوليد
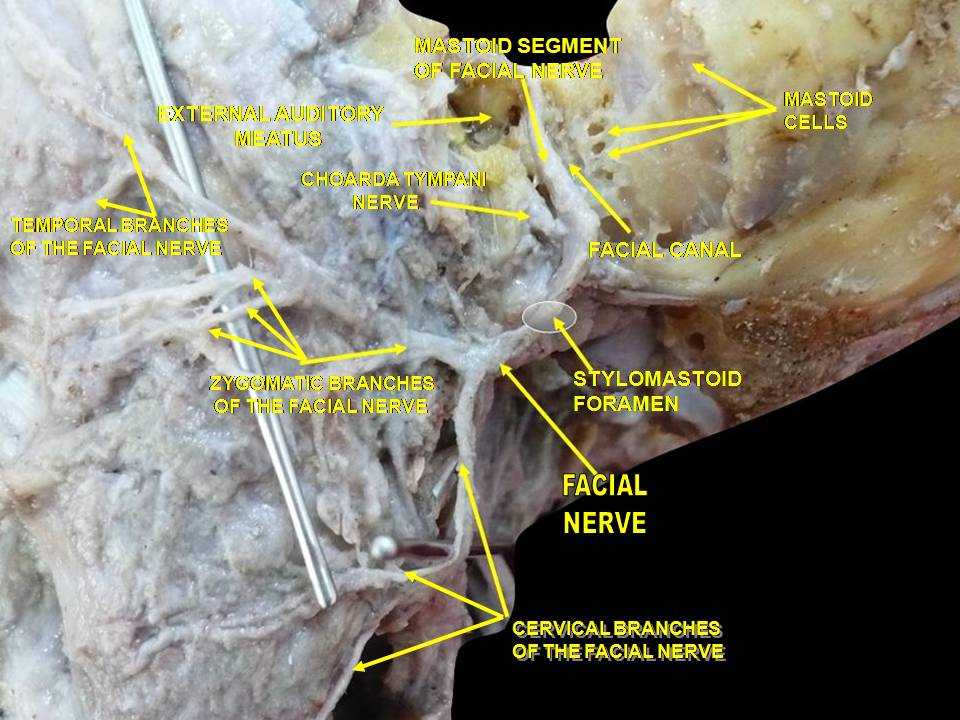
تشريح الرأس الجانبي. تشريح العصب الوجهي.

## روابط خارجية
- صور تشريحية:23:06-0106 في مركز داونستيت الطبي التابع لجامعة نيويورك - "فروع العصب الوجهي (CN VII)"
- درسٌ تشريحي حول lesson4 مُعدٌ بواسطة ويسلي نورمان (جامعة جورجتاون). ( parotid3 )
- درسٌ تشريحي حول cranialnerves مُعدٌ بواسطة ويسلي نورمان (جامعة جورجتاون). ( VII )
- http://www.dartmouth.edu/~humananatomy/figures/chapter_47/47-5. نسخة محفوظة 26 فبراير 2020 على موقع واي باك مشين. HTM نسخة محفوظة 26 فبراير 2020 على موقع واي باك مشين.